# Garautha
Garautha là một thị xã và là một nagar panchayat của quận Jhansi thuộc bang Uttar Pradesh, Ấn Độ.

## Địa lý
Garautha có vị trí 25°34′B 79°18′Đ / 25,57°B 79,3°Đ Nó có độ cao trung bình là 153 mét (501 feet).

## Nhân khẩu
Theo điều tra dân số năm 2001 của Ấn Độ, Garautha có dân số 8739 người. Phái nam chiếm 53% tổng số dân và phái nữ chiếm 47%. Garautha có tỷ lệ 61% biết đọc biết viết, cao hơn tỷ lệ trung bình toàn quốc là 59,5%: tỷ lệ cho phái nam là 71%, và tỷ lệ cho phái nữ là 49%. Tại Garautha, 16% dân số nhỏ hơn 6 tuổi.